# Leguaner
Leguaner (Iguanidae) er en familie af øgler som findes i Amerika, Fiji, Tonga, Madagaskar og Comorerne. Mange leguaner er planteædere, hvilket er usædvanligt for krybdyr.

## Kropsbygning og levevis
De fleste leguaner har veludviklede lemmer med fem tæer, og en hale som kan afkastes. Kropslængden varierer fra 5–45 cm, og hvis man medregner halen kan grøn leguan blive op mod 2 m lang. Skælbeklædningen varierer, der er aldrig benplader under skællene. Normalt findes hageklap, rygkam og hudfolder på tæerne. Øjnene er store med veludviklede øjenlåg, og der er som regel en ydre øreåbning. Tungen er kraftig og muskuløs og er lidt kløvet i spidsen.
Leguaner er som regel dagaktive, og de fleste arter lever på jorden eller i træer. Mange er gode svømmere som dykker godt, og der findes nogle gravende arter. De små arter er insektædere, mens de store arter er planteædere. Leguanerne har som regel veludviklede sociale systemer, hvor hanner opretholder territorier. De fleste lægger æg, men levendefødsel forekommer inden for forskellige grupper.

## Udbredelse
Leguanerne er en af de mest artsrige krybdyrsgrupper. Udbredelsesområdet er stort, men ikke sammenhængende. De findes i Amerika fra det sydlige Canada til Argentina, på Fiji og Tonga, og på Madagaskar og Comorerne. Det er de varme områder på Jorden hvor der ikke er agamer. Disse to nærtstående grupper af øgler ser ikke ud til at kunne leve i de samme områder. Boa- og Pyton-slanger deler verden mellem sig på en lignende måde.
Det ser ud til, at leguaner kan sprede sig til isolerede øer ved at sejle på flåder af vegetation. På den måde er de antagelig kommet til Galapagos og øerne i Caribien. Man har troet, at leguanerne også har spredt sig sådan den lange vej til Fiji og Tonga, men det menes nu, at de har levet på disse øer siden superkontinentet Gondwana blev brudt op.
Forekomsten på Madagaskar er svær at forstå. Madagaskar kan have haft landfast forbindelse til Sydamerika via Antarktis helt frem til sen kridt for omtrent 80 millioner år siden, længe efter at have udskilt sig fra Afrika og Indien for 165 millioner år. Det vil kunne forklare forekomsten af leguaner, boaslanger og skildpadderne i familien Podocnemididae.

### Fossiler
Selvom leguaner ikke nu lever i Asien, henregnes en række fossiler fra kridttiden i Mongoliet til gruppen. Også i Europa er der fundet fossile leguaner. Bedst kendt er Geiseltaliellus fra eocæn, som blandt andet er fundet i Messelgruben.

## Systematik
Leguanerne tilhører gruppen Iguania sammen med agamer og kamæleoner. Iguania er en godt defineret monofyletisk gruppe, men slægtskabet indenfor gruppen er mere usikkert. Agamer og kamæleoner har topstillede (akrodonte) tænder, dvs. at de er fastvoksede på randen af kæben, mens leguaner og de fleste andre øgler har sidestillede (pleurodonte) tænder, dvs. fastvoksede til den indre side af kæben. Dette bygningstræk gør, at agamer og kamæleoner placeres i gruppen Acrodonta som antages at være en søstergruppe til leguanerne.
Man har normalt regnet leguaner til én familie kaldet Iguanidae. Frost et al. har i 1989 og 2001 udgivet artikler, hvor leguanerne fordeles på mange familer. Frost & Etheridges systematik fra 1989, hvor leguanerne omfatter otte familier bruges i The Reptile Database, og Wikipedia på mange sprog.
Baggrunden for at Frost & Etheridge opsplittede Iguanidae i mange familer, var at de ikke var sikre på at det var en monofyletisk gruppe. Opsplitningen blev mødt med blandede reaktioner, og nogen fortsatte med at regne leguanerne til én familie. Macey et al. viste i 1997 at gruppen er monofyletisk. Dette indebærer at det er lige så rigtigt at regne alle leguaner til Iguanidae, som at fordele dem på mange familier. I litteraturen kan man fortsat se begge alternativer brugt.
En fylogenetisk analyse af gruppen baseret på mitokondrielt DNA blev publiceret i 2003. Ud fra dette studie ser det ud som om Polychrotidae og Tropiduridae, som de er defineret hos Frost & Etheridge (1989), er polyfyletiske grupper. Forfatterne af dette studie vælger at opretholde Iguanidae som en stor familie som omfatter alle leguaner.

## Navn
Leguaner kaldes iguana på mange sprog. Ordet stammer fra iuwana på Arawak som tales af Arawakfolket. Linné brugte det som udgangspunkt for slægtsnavnet Iguana og det er overtaget af engelsk og mange romanske sprog. Norsk bruger formem iguan. Tysk, dansk og svensk bruger leguan, der via nederlandsk leguaan kommer fra spansk la iguana hvor la er den bestemte artikel.